# Ванино Поле
Ванино Поле — деревня в Скребловском сельском поселении Лужского района Ленинградской области.

## История
По данным 1966 года деревня Ванино Поле входила в состав Бутковского сельсовета.
По данным 1973 и 1990 годов деревня Ванино Поле входила в состав Скребловского сельсовета.
В 1997 году в деревне Ванино Поле Скребловской волости проживали 4 человека, в 2002 году — 7 человек (все русские).
В 2007 году в деревне Ванино Поле Скребловского СП проживали 3 человека.

## География
Деревня расположена в южной части района на автодороге 41К-144 (Киевское шоссе — Невежицы).
Расстояние до административного центра поселения — 3 км.
Расстояние до ближайшей железнодорожной станции Луга I — 15 км. 
Деревня находится на восточном берегу озера Врево.

## Демография
| 1997 | 2007 | 2010 | 2017 |
| ---- | ---- | ---- | ---- |
| 4    | ↘3   | ↗11  | ↗12  |

## Улицы
Лесная, Озёрная, Сосновая, Центральная.

## Садоводства
Веревское.